# Bröllopet mellan Gustav II Adolf och Maria Eleonora

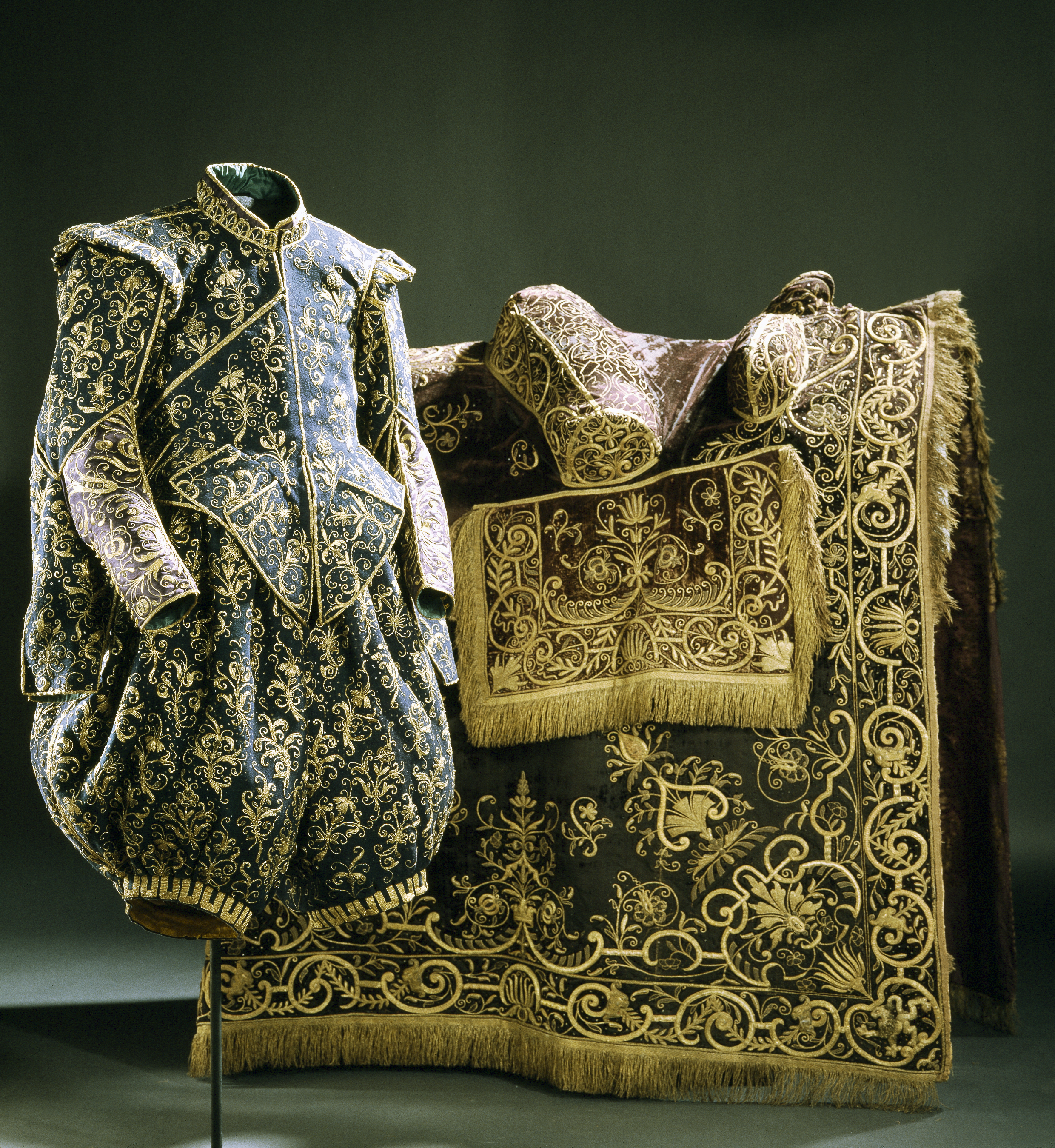
Gustav II Adolfs bröllopsdräkt framför bröllopssadeln, Livrustkammaren.

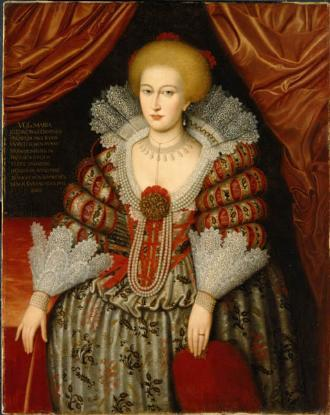
Maria Eleonora av Brandenburg porträtterad 1619, året före bröllopet, klädd för stor gala i moderiktig paraddräkt.

Bröllopet mellan Gustav II Adolf och Maria Eleonora av Brandenburg ägde rum i Rikssalen på slottet Tre Kronor den 25 november 1620.

## Brudtåget
Brudföljet satte igång klockan 9.30 på morgonen den 25 november. I brudvagnen satt Maria Eleonora, nyss fyllda 21 år, tillsammans med sin mor Anna av Preussen. Brudtåget gick från Bergshamra utanför Stockholm och i tåget fanns brudens syster Katarina och faster, tre hovmästarinnor, åtta jungfrur, en hovmästare och sju junkrar samt alla lastvagnar. När brudtåget närmade sig Stockholm mötte Gustav II Adolfs imponerade följe upp med 1 800 ryttare och 5 000 soldater till fots. Kungen red fram till brudens vagn tillsammans med Axel Oxenstierna och hälsade. Brudtåget fortsatte till Stockholms slotts borggård där kungens mor Kristina av Holstein-Gottorp och den gamla änkedrottningen Katarina Stenbock mötte följet.

## Vigseln och bröllopet
På eftermiddagen den 25 november hämtades brud och brudgum och leddes i procession till Rikssalen. Först gick riksmarskalken Svante Banér och sex pukslagare och efter följde en lång rad riksråd, adel och ännu fler pukslagare. Sedan följde brudparet och efter dem brudparets mödrar.
Ärkebiskop Petrus Kenicius förrättade vigseln på svenska. Efter fördes paret till sitt biläger i en röd guldbroderad sammetssäng. Där fick brudparet lyssna till tal, åt konfekt och drack vin. Rikssalen omvandlades och dukades upp inför bröllopsmåltiden, brud och brudgum satt under sin himmel omgivna av sina släktingar och festligheterna avslutades som brukligt med fackeldans till vilken brudparet dansade.
Kvällen avslutades med att brudparet drog sig tillbaka till den silverbroderade brudsäng som Maria Eleonora fört med sig. Tre dagar senare kröntes Maria Eleonora i Storkyrkan. Dagarna efter bröllopet och kröningen fortsatte i festligheternas tecken, bland annat med storslagen bröllopstornering.

## Spådom[3]
Redan då Gustav II Adolf låg i vaggan och sedvanligt horoskop ställdes, kunde stjärnorna berätta att han skulle gifta sig vid 25 års ålder och att han skulle välja sin hustru själv. Det blev en krånglig väg till att få spådomen uppfylld. Själv skulle Gustav II Adolf gärna ha gift sig betydligt tidigare. Hans moder, änkedrottningen Kristina satte dock stopp för hans planer med ungdomskärleken Ebba Brahe. När Gustav II Adolf sedan bestämde sig för giftermålet med Maria Eleonora, fick han kämpa i mer än fyra år för att övertyga kungahuset. Så kom den astrologiska spådomen att gå i uppfyllelse.

## Bildgalleri

Tornerschabrak i Maria Eleonoras färger rött och vitt. Tillverkat för bröllopstorneringen 1620, Livrustkammaren.
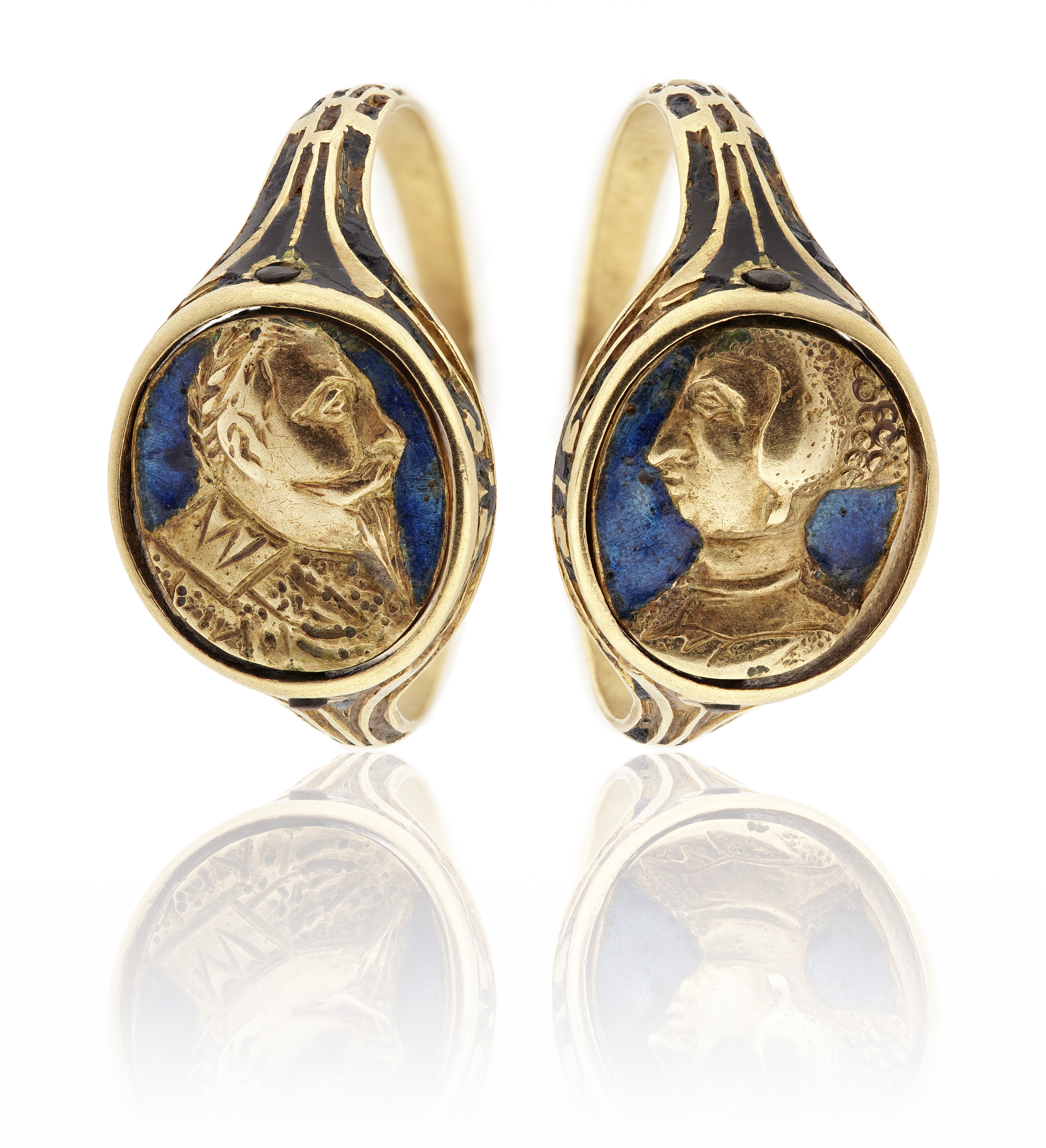
Guldring med porträtt av Maria Eleonora och Gustav II Adolf på vardera sidan av oval medalj, tillverkad på 1630-talet, Livrustkammaren.
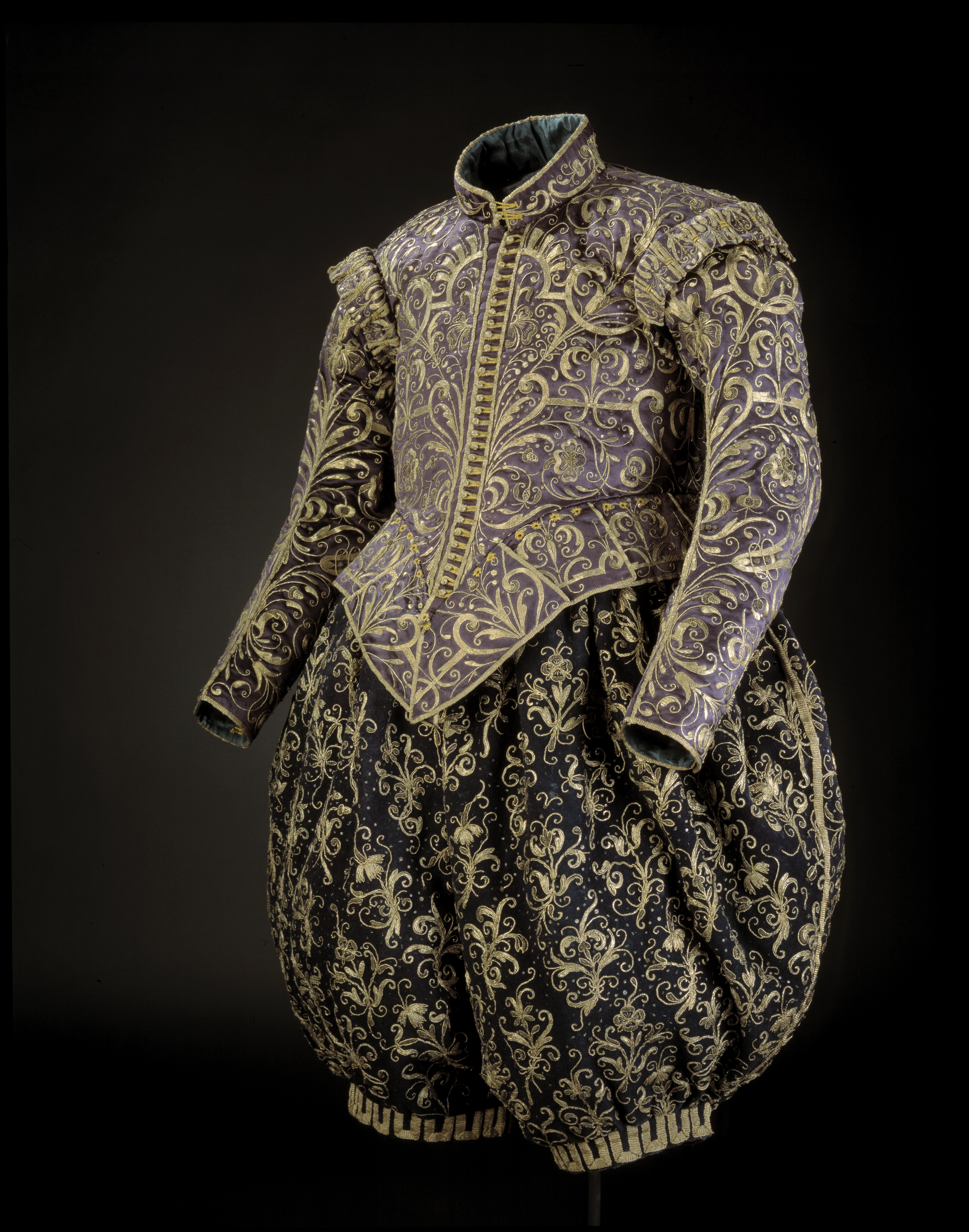
Bröllopsdräkt buren av Gustav II Adolf, Livrustkammaren.

### Fotnoter
1. 1 2 3 4  Rangström, Lena. En brud för kung och fosterland. Livrustkammaren / Atlantis. ISBN 978-91-87594-34-2
2. ↑  Ida Thunberg (15 juni 2010). ”Kungliga bröllop: Lördag 25 novemberg 1620, Gustav II Adolf och Maria Eleonora”. Expressen. http://www.expressen.se/nyheter/brollopet/kungliga-brollop-lordag-25-novemberg-1620-gustav-ii-adolf-och-maria-eleonora/. Läst 11 juli 2015.
3. ↑  ”Gustav II Adolf och Maria Eleonora av Brandenburg Stockholms slott, Rikssalen den 25 november 1620”. Sveriges kungahus - hemsida. H.M. Konungens Hovmarskalksämbete. Arkiverad från originalet den 13 juli 2015. https://web.archive.org/web/20150713001528/http://www.kungahuset.se/specialwebbsidor/temasidor/kronprinsessparetsbrollop/historikochtraditioner/kungligabrollop/brollopfrangustavvasatillkarlxiii/gustaviiadolfochmariaeleonoraavbrandenburg.4.1a6f639212652d9b15a800010088.html. Läst 11 juli 2015.